# Campionato macedone di calcio
Il campionato macedone di calcio (Фудбал во Република Македонија) è organizzato dalla Federazione calcistica della Macedonia del Nord e ha come massima divisione la Prva liga (cirillico macedone: Прва Лига).
Questa è formata da dodici squadre che si affrontano tre volte, per un totale di trentatre partite a stagione. Retrocedono in Vtora liga le ultime due classificate più la terzultima se perde la sfida contro un club di seconda divisione. Qui troviamo sedici squadre, che si affrontano ciascuna due volte, per un totale di trenta gare stagionali. Vi sono due promozioni dirette in Prva liga, più un eventuale posto come detto in precedenza. Al terzo livello troviamo la Treta liga, che è articolata su più gironi.
La squadra più titolata del massimo campionato è il Vardar.
La vincitrice del campionato si qualifica per il primo turno preliminare di Champions League, mentre la seconda e la terza classificata partecipano al primo turno preliminare della Conference League. Alla medesima manifestazione partecipa anche la vincitrice della Kup na Makedonija, la coppa nazionale.

## Attuale sistema
| Livelli | Divisioni                                                                      |
| ------- | ------------------------------------------------------------------------------ |
| 1       | Prva makedonska fudbalska liga 12 club 2 o 3 retrocessioni                     |
| 2       | Vtora makedonska fudbalska liga 16 club 2 o 3 promozioni - 2 o 3 retrocessioni |
| 3       | Treta makedonska fudbalska liga 51 club in 5 gironi                            |
| 4       | Makedonski Opštinski Ligi 15 gironi regionali                                  |